# Narewka
Narewka er staden i voivodskabet Podlaskie (Podlasie) i Polen. Den har en befolkning på 780 indbyggere (2006).

## Skove ved Narewka
- Białowieska Skoven